# اوسترینگن
شهر اوسترینگن (به آلمانی: Östringen) در ایالت بادن-وورتمبرگ در کشور آلمان واقع شده‌است.